# The Razors Edge
The Razors Edge er et album af det australske hårde rock-band AC/DC som blev udgivet i september 1990. Det er det eneste album med trommeslageren Chris Slade og indeholder numre som "Thunderstruck" og "Moneytalks," to af gruppens mest velkendte sange. Albummet var nr. 2 på Billboard 200 hitlisten og nr. 4 i Storbritannien. Albummet har solgt over 5 millioner eksemplarer i USA. 
I 2003 blev The Razors Edge genudgivet som en del af AC/DCs kvalitetsforbedrede serier. 

## Spor
- Alle numrene er skrevet af Angus Young og Malcolm Young.

1. "Thunderstruck" – 4:52
2. "Fire Your Guns" – 2:53
3. "Moneytalks" – 3:45
4. "The Razors Edge" – 4:22
5. "Mistress for Christmas" – 3:59
6. "Rock Your Heart Out" – 4:06
7. "Are You Ready" – 4:10
8. "Got You by the Balls" – 4:30
9. "Shot of Love" – 3:56
10. "Lets Make It" – 3:32
11. "Goodbye & Good Riddance to Bad Luck" – 3:13
12. "If You Dare" – 3:08

## Musikere
- Brian Johnson – Vokal
- Angus Young – Lead guitar, bagvokal
- Malcolm Young – Rytme guitar, bagvokal
- Cliff Williams – Bass guitar, bagvokal
- Chris Slade – Trommer, bagvokal

## Placering på hilister

### Singler
| Year | Single          | Chart             | Position |
| ---- | --------------- | ----------------- | -------- |
| 1990 | "Thunderstruck" | Mainstream Rock   | 5        |
| 1990 | "Moneytalks"    | Billboard Hot 100 | 23       |
| 1990 | "Are You Ready" | Mainstream Rock   | 16       |

## Fodnoter
1. ↑  "BLABBERMOUTH.NET – AC/DC: Classic Albums Reach New Sales Heights". Arkiveret fra originalen 3. juli 2006. Hentet 5. november 2007.